# Kremná
Kremná este o comună slovacă, aflată în districtul Stará Ľubovňa din regiunea Prešov. Localitatea se află la altitudinea de 607 m deasupra n.m., se întinde pe o suprafață de 4,14 km2 și în 2017 număra 97 de locuitori.

## Istoric
Localitatea Kremná este atestată documentar din 1773.

## Demografie
| An:                | 1994 | 2004    | 2014    | 2024   |
| ------------------ | ---- | ------- | ------- | ------ |
| Număr de persoane: | 137  | 110     | 95      | 98     |
| Diferență:         |      | −19,70% | −13,63% | +3,15% |

| An:                | 2023 | 2024   |
| ------------------ | ---- | ------ |
| Număr de persoane: | 101  | 98     |
| Diferență:         |      | −2,97% |